# Alerrandro
Alerrandro Barra Mansa Realino de Souza (Lavras, 12 de janeiro de 2000) é um futebolista brasileiro que atua como centroavante. Atualmente, joga pelo CSKA Moscou.

## Carreira

### Atlético Mineiro
Natural do município de Lavras, Minas Gerais, Alerrandro iniciou sua trajetória em 2009 aos nove anos, fazendo a transição do futsal para o futebol de campo. Passou por Ferroviário e SindUfla, onde um olheiro viu-o levou-o para clube Riachinho, onde ficou um ano. Depois, fez uma semana de teste no Cruzeiro e chegou ao Atlético Mineiro no segundo semestre de 2014.
Nas categorias de base do Galo foi artilheiro por todas as categorias de base pelo clube. Pelo Sub-15 em 2015 foi o artilheiro da Copa Brasil de Futebol Infantil com seis gols além da conquistar o título após vencer o Avaí por 1 a 0. Também foi artilheiro da Copa 2 de Julho com sete gols, mas foi vice-campeão perdendo a final para o Bahia nos pênaltis. Em 25 de novembro, fez os dois gols da vitória por 2–0 sobre o Unipa e o Atlético sagrou-se campeão do Campeonato Mineiro Sub-15. Também foi o artilheiro da competição com 38 gols. Em 12 de dezembro, sagrou-se campeão da BH Cup em cima do Flamengo após empate de 2–2 no tempo normal e vitória nos pênaltis por 4–2. Além de ter feito um dos gols da partida, mais uma vez foi artilheiro com sete gols.

#### 2018
Sua estreia como titular ocorreu em 12 de março, na vitória por 1–0 sobre o Tombense, sendo substituído aos 23 minutos do segundo tempo.
Após ser integrado ao sub-20 por divergências de valores na renovação de contrato, Alerrandro e Atlético chegaram a um acordo e em 2 de abril seu contrato foi renovado até de dezembro de 2021.
Em agosto, foi novamente relacionado ao sub-20 do clube por problemas indisciplinares. Até a data, havia disputado oito partidas e não havia feito gols.
Nesta primeira temporada como profissional Alerrandro disputou 12 partidas e anotou duas assistências.

#### 2019
Seu primeiro gol como profissional ocorreu em seu 14° jogo pelo Galo na vitória sobre o Guarani de Minas por 2–0 pela 5ª rodada do Campeonato Mineiro em 2 de fevereiro, aos 19 minutos do primeiro tempo. Neste mesmo dia inclusive, sua primeira filha nasceu enquanto Alerrandro aquecia para o início do jogo.
Marcou dois gols na vitória diante do Villa Nova por 3–1 na 8ª rodada do Campeonato Mineiro em 24 de fevereiro, sendo seu primeiro doblete na carreira.
Fez o gol do Galo no empate de 1–1 com o São Paulo pela 9ª rodada do Campeonato Brasileiro, último jogo antes da parada para a Copa América. Com o tento, Alerrandro chegou a 13 gols em 19 partidas na temporada e igualou Ricardo Oliveira, tendo nove partidas a menos.
Entretanto, na segunda metade do ano acabou caindo de produção e caiu de rendimento, perdendo espaço na equipe comandada por Vagner Mancini, com dez jogos disputados sem marcar nenhum gol. Acabou também sofrendo uma lesão no adutor em novembro. Insatisfeito com a falta de oportunidades, acabou sendo negociado e transferido ao Red Bull Bragantino. Ao todo, foram 41 partidas e 13 gols pelo clube. Na temporada, foram 29 jogos e 13 gols feitos.

### Red Bull Bragantino
Em 29 de novembro de 2019, o Atlético Mineiro anunciou a concretização de sua ida ao recém campeão da Série B, Red Bull Bragantino, a partir de janeiro de 2020, com valores de transferência não divulgados pela cláusula de confidencialidade (foi especulado em torno de 15 milhões de reais) e o Galo mantendo um percentual de venda futura. Alerrandro assinou com o clube paulista por cinco anos.

#### 2020
Já em 3 janeiro de 2020, apresentou-se no clube e passou a fazer parte da pré-temporada em Itu.
Sagrou-se campeão do Paulista do Interior ao vencer o Guarani por 1–0 em 4 de agosto, tendo atuado como titular.
Após não conseguir no Campeonato Paulista muito em função da boa fase do companheiro de time, Ytalo, Alerrandro começou a ganhar sequência como titular e marcou seu primeiro gol pelo Bragantino no empate de 1–1 com o Botafogo na 2ª rodada do Campeonato Brasileiro em 14 de agosto.
Na sua primeira temporada foram 30 partidas, quatro gols e dois assistências.

#### 2021
Em busca de espaço na equipe e substituindo Ytalo, titular e artilheiro da equipe com quatro gols no Campeonato Brasileiro, Alerrandro fez um dos gols do empate com o Athletico Paranaense por 2–2 na 11ª rodada em 10 de julho.
Ao todo foram 30 partidas, quatro gols e duas assistências na temporada.

#### 2022
Assumiu a artilharia do Massa Bruta na temporada ao marcar dois gols na vitória por 3–0 sobre o América Mineiro na 17ª rodada do Campeonato Brasileiro em 18 de julho, chegando a oito gols em 26 partidas disputadas. Até então, foi sua temporada mais goleadora pela equipe e era o atleta que menos precisava de minutos para fazer gol em comparação com outros que disputavam o Brasileiro, com 114.
Esta foi sua temporada mais artilheira pelo Red Bull Bragantino com 33 partidas, nove gols e três assistências.

#### 2023
Em 25 de fevereiro, Alerrandro fez um dos dois gols da goleada de 5–1 sobre o Ituano na penúltima rodada do Campeonato Paulista, tendo marcado dois gols e deles sendo um dos rápidos da história do torneio, com apenas dez segundos de partida. Nesta partida também recebeu uma homenagem por ter chegado a 100 partidas pelo ano anterior.
Terminou a temporada com 33 jogos, oito gols e três assistências, perdendo espaço no segundo semestre.

### Vitória

#### 2024
Em 14 de janeiro, sua contratação foi acertada pelo Vitória por empréstimo até o final da temporada. Em 26 de janeiro foi apresentado oficialmente e dois dias depois marcou seu primeiro gol logo em sua estreia pelo Leão na vitória por 3–0 sobre o Juazeirense na 4ª rodada do Campeonato Baiano.
Em 20 de fevereiro, fez seu segundo gol pelo clube no Ba-Vi da 7ª rodada do estadual vencido por 3–2, além de contribuir com uma assistência.
Em 4 de julho, fez seus primeiros gols pelo clube baiano no Campeonato Brasileiro na derrota para o Corinthians por 3–2 na 14ª rodada, fazendo os dois gols de seu time.
Em 19 de agosto, fez um belo gol de bicicleta sobre o Cruzeiro no empate de 2–2. Este gol foi selecionado na entre os três mais bonitos da competição na votação de gol mais bonito da Bola de Prata de ESPN e eleito o mais bonito da rodada.
Marcou novamente contra o Corinthians na derrota por 2–1 na 33ª rodada, chegando a 15 gols pelo Leão na temporada e sendo seu quarto jogo seguido fazendo gols no torneio. Ao marcar o gol da vitória contra o Fluminense por 2–1 na 31ª rodada em 26 de novembro, Alerrandro chegou ao top-3 de artilheiros do rubro-negro baiano em uma só temporada com 17 gols, atrás de Neilton, Marinho e Léo Ceará, figurando na lista de maiores artilheiros do clube na modalidade de Brasileiro de Pontos Corridos e conseguindo sua temporada mais artilheira da carreira com 14 gols, superando a temporada de 2019 pelo Atlético Mineiro.
Em 1 de dezembro fez os dois gols da vitória de 2–0 sobre o Fortaleza na 36ª rodada do Brasileirão, chegando a 13 gols no certame e empatando na artilharia com Yuri Alberto. Na última rodada em 8 de dezembro, marcou um dos gols do empate de 2–2 com o Flamengo e terminou com a artilharia do Campeonato com 15 gols ao lado de Yuri Alberto, levando o recém-criado Troféu Roberto Dinamite (para premiar os artilheiros do Brasileirão) e tornando-se o primeiro atleta do Leão a ser artilheiro do certame. Também teve seu gol marcado na 23ª contra o Cruzeiro elegido o mais bonito do torneio pela CBF.
Alerrandro encerrou sua primeira temporada pelo Vitória com 21 gols marcados e sete assistências em 52 jogos, sendo 49 como titular. Além de artilheiro do Brasileirão e do Campeonato Baiano.

### CSKA Moscou
No dia 17 de fevereiro de 2025, o CSKA Moscou, da Rússia, anunciou a contratação de Alerrandro. O atacante usará a camisa 7 do time russo.

## Seleção Brasileira

### Sub-15
Em fevereiro de 2015, foi um dos 26 jogadores convocados para uma semana de treinamento no Spa Sport Resort, em Itu, São Paulo, de 2 a 7 de fevereiro. Em abril de 2015, foi um dos convocados para disputar o Torneio de Montaigu, na França. A seleção canarinho ficou em 5º lugar na disputa.

### Sub-17
Em 16 de fevereiro de 2017, foi um dos 23 convocados para representar o Sub-17 no Sul-Americano da categoria, no Chile. Marcou um dos gols na vitória por 3–0 sobre a Colômbia na 4ª rodada do Hexagonal Final do torneio e sagrou-se campeão ao vencer o Chile por 5–0.

### Sub-20
Em março de 2018, foi convocado pelo técnico Carlos Amadeu para disputar dois amistosos contra o México em 22 e 25 de março que abrem a preparação do Brasil para o Sul-Americano de 2019, torneio classificatório para a Copa do Mundo da categoria.

## Títulos

### Red Bull Bragantino
- Campeonato Paulista do Interior: 2020

### Vitória
- Campeonato Baiano: 2024

CSKA MOSCOW
. supertaça da Rússia 
.taça da Rússia

### Seleção Brasileira

#### Sub-17
- Campeonato Sul-Americano Sub-17: 2017

### Prêmios individuais
- Artilharia do Campeonato Baiano de 2024: 5 gols
- Artilharia do Campeonato Brasileiro de 2024: 15 gols
- Gol mais bonito do Campeonato Brasileiro de 2024 pela CBF
- Gol mais bonito (Bola de Prata): 2024